# Путасу південна
Путасу південна (Micromesistius australis) — один з двох видів риб роду Путасу (Micromesistius), родини Тріскових (Gadidae).
Існує дві розділені географічно популяції цього виду. Перша, Micromesistius australis australis, зустрічається у південній Атлантиці біля Фолклендських стровів і берегів Аргентини, а також у південній Пацифіці біля берегів Чилі; також біля Південної Джорджії, Південних Шетландів і Південних Оркнейських островів. Інша популяція, Micromesistius australis pallidus, зустрічається навколо Південного острову Нової Зеландії.
Морська океанодромна бентопелагічна риба до 33-40 см довжиною. Живе на глибині 50-900 м. Важливий промисловий об'єкт.